# Linda Sini
Linda Sini, pseudonimo di Ermelinda Siniscalchi di Venosa (Vercelli, 3 febbraio 1926 – Roma, 5 febbraio 1999), è stata un'attrice italiana.

## Biografia
Nata a Vercelli il 3 febbraio 1926, contessa di Venosa, dopo gli studi universitari in lettere e filosofia, si trasferì a Roma per tentare la carriera come attrice cinematografica e teatrale.
Debuttò nel mondo del cinema nel 1950 diretta da Flavio Calzavara, nella pellicola Sigillo rosso, alternando la sua attività tra il teatro presso la Compagnia Stabile di Palermo, la rivista musicale con Renato Rascel, Garinei e Giovannini, e la prosa nella neonata televisione Rai, in commedie e sceneggiati, sino alla metà degli anni ottanta. Ebbe un'intensa carriera cinematografica, anche se in ruoli secondari. Lavorò, tra l'altro, al fianco di Anna Magnani e Walter Chiari in Bellissima (1951) di Luchino Visconti, e in Totò, Peppino e la... malafemmina (1956) di Camillo Mastrocinque, accanto a Dorian Gray. Continuò a recitare in numerosi film di vario genere fino al 1985.

## Filmografia

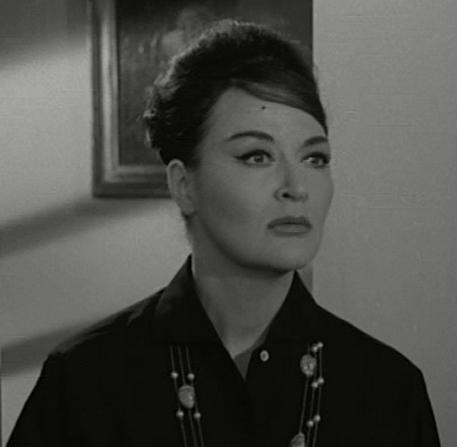
Linda Sini nel film I due pericoli pubblici (1964)

- Sigillo rosso, regia di Flavio Calzavara (1950)
- Salvate mia figlia, regia di Sergio Corbucci (1951)
- Bellissima, regia di Luchino Visconti (1951)
- Cronaca di un delitto, regia di Mario Sequi (1952)
- Imbarco a mezzanotte, regia di Andrea Forzano e Joseph Losey (1953)
- Una madre ritorna, regia di Roberto Bianchi Montero (1952)
- Rimorso, regia di Armando Grottini (1952)
- Bellezze in motoscooter, regia di Carlo Campogalliani (1953)
- Uomini senza pace, regia di Saenz de Hereida (1954)
- La prigioniera di Amalfi, regia di Giorgio Cristallini (1954)
- L'eroe della Vandea, regia di Richard Pottier (1954)
- Ridere! Ridere! Ridere!, regia di Edoardo Anton (1954)
- Bella non piangere, regia di David Carbonari (1955)
- Il conte Aquila, regia di Guido Salvini (1955)
- Accadde tra le sbarre, regia di Giorgio Cristallini (1955)
- Totò, Peppino e la... malafemmina, regia di Camillo Mastrocinque (1956)
- Il mattatore, regia di Dino Risi (1960)
- Noi duri, regia di Camillo Mastrocinque (1960)
- Gastone, regia di Mario Bonnard (1960)
- Il principe fusto, regia di Maurizio Arena (1960)
- Il mio amico Jekyll, regia di Marino Girolami (1960)
- Il diabolico dottor Mabuse (Die 1000 Augen des Dr. Mabuse), regia di Fritz Lang (1960)
- Le distrazioni, regia di Jacques Dupont (1960)
- Le ambiziose, regia di Antonio Amendola (1961)
- Gli incensurati, regia di Francesco Giaculli (1961)
- Marte, dio della guerra, regia di Marcello Baldi (1962)
- Gli anni ruggenti, regia di Luigi Zampa (1962)
- Tempo di credere, regia di Antonio Racioppi (1962)
- I 4 monaci, regia di Carlo Ludovico Bragaglia (1962)
- Il sorpasso, regia di Dino Risi (1962)
- Totò di notte n. 1, regia di Mario Amendola (1962)
- Sherlock Holmes - La valle del terrore, regia di Terence Fisher (1962)
- Una storia moderna - L'ape regina, regia di Marco Ferreri (1963)
- Gli onorevoli, regia di Sergio Corbucci (1963)
- I cuori infranti, regia di Vittorio Caprioli (1963)
- Il comandante, regia di Paolo Heusch (1963)
- Follie d'estate, regia di Edoardo Anton e Carlo Infascelli (1964)
- Il treno del sabato, regia di Vittorio Sala (1964)
- i due pericoli pubblici, regia di Lucio Fulci (1964)
- Amore facile, regia di Gianni Puccini (1964)
- L'avventuriero della Tortuga, regia di Luigi Capuano (1965)
- A 001: operazione Giamaica, regia di Richard Jackson (1965)
- 002 Operazione Luna, regia di Lucio Fulci (1965)
- i due parà, regia di Lucio Fulci (1965)
- L'uomo che ride, regia di Sergio Corbucci (1966)
- Mi vedrai tornare, regia di Ettore Maria Fizzarotti (1966)
- I diafanoidi vengono da Marte, regia di Antonio Margheriti (1966)
- I criminali della galassia, regia di Antonio Margheriti (1966)
- Spia spione, regia di Bruno Corbucci (1966)
- Riderà (Cuore matto), regia di Bruno Corbucci (1967)
- Gangsters '70, regia di Mino Guerrini (1968)
- Spara, Gringo, spara, regia di Bruno Corbucci (1968)
- Due volte Giuda, regia di Nando Cicero (1969)
- Zingara, regia di Mariano Laurenti (1969)
- Infanzia, vocazione e prime esperienze di Giacomo Casanova, veneziano, regia di Luigi Comencini (1969)
- Satiricosissimo, regia di Mariano Laurenti (1970)
- La prima notte del dottor Danieli, industriale, col complesso del... giocattolo, regia di Giovanni Grimaldi (1970)
- Un caso di coscienza, regia di Giovanni Grimaldi (1970)
- Principe coronato cercasi per ricca ereditiera, regia di Giovanni Grimaldi (1970)
- C'è Sartana... vendi la pistola e comprati la bara!, regia di Giuliano Carnimeo (1970)
- La spada normanna, regia di Roberto Mauri (1971)
- Testa t'ammazzo, croce... sei morto - Mi chiamano Alleluja, regia di Giuliano Carnimeo (1971)
- Le inibizioni del dottor Gaudenzi, vedovo, col complesso della buonanima, regia di Giovanni Grimaldi (1971)
- Colpo grosso... grossissimo... anzi probabile, regia di Tonino Ricci (1972)
- Sette orchidee macchiate di rosso, regia di Umberto Lenzi (1972)
- Poppea... una prostituta al servizio dell'impero, regia di Alfonso Brescia (1972)
- Non si sevizia un paperino, regia di Lucio Fulci (1972)
- I racconti di Viterbury - Le più allegre storie del '300, regia di Mario Caiano (1973)
- Fra' Tazio da Velletri, regia di Romano Gastaldi (1973)
- Diario di una vergine romana, regia di Joe D'Amato (1973)
- Paolo il freddo, regia di Ciccio Ingrassia (1974)
- Farfallon, regia di Riccardo Pazzaglia (1974)
- Calore in provincia, regia di Roberto Bianchi Montero (1975)
- Zanna Bianca e il cacciatore solitario, regia di Alfonso Brescia (1975)
- Operazione Kappa: sparate a vista, regia di Luigi Petrini (1977)
- La compagna di banco, regia di Mariano Laurenti (1977)
- Ring, regia di Luigi Petrini (1977)
- Anemia, regia di Alberto Abruzzese e Achille Pisanti (1985)

## Prosa televisiva Rai
- Esami di maturità di Ladislao Fodor, regia di Mario Landi, trasmessa l'8 ottobre 1954.
- Il processo di Mary Dougan di Bayard Veller, regia di Claudio Fino, trasmessa il 25 novembre 1954.
- Carlo Alberto, regia di Lino Procacci, trasmessa il 13 agosto 1959.
- Delitto smarrito... cercasi, giallo di Gino Magazù, regia di Guglielmo Morandi, trasmesso il 22 marzo 1960.
- Il piccolo caffè, regia di Vittorio Cottafavi, trasmessa l'11 febbraio 1963.
- Il cardinale Lambertini di Alfredo Testoni, regia di Silverio Blasi, trasmessa il 22 aprile 1963.
- I papà nascono negli armadi, regia di Eros Macchi, trasmessa il 7 ottobre 1965.
- I Buddenbrook, sceneggiato televisivo, trasmesso nel 1971.
- Le colonne della società di Henrik Ibsen, regia di Mario Missiroli, trasmessa il 18 febbraio 1972.
- Joe Petrosino, sceneggiato televisivo, trasmesso nel 1972.
- Rosso veneziano, regia di Marco Leto (1976)
- Qui squadra mobile, episodio La polizia non deve essere avvertita, regia di Anton Giulio Majano (1976)
- La mossa del cavallo, regia di Giacomo Colli, trasmesso nel 1977
- Accadde ad Ankara, sceneggiato televisivo, trasmesso nel 1979.

## Doppiatrici
- Lydia Simoneschi in Una madre ritorna, Totò, Peppino e la... malafemmina, L'uomo che ride
- Rosetta Calavetta in Colpo grosso... grossissimo... anzi probabile, C'è Sartana... vendi la pistola e comprati la bara
- Valeria Valeri in 002 Operazione Luna
- Wanda Tettoni in L'avventuriero della Tortuga
- Flaminia Jandolo in Zanna Bianca e il cacciatore solitario
- Franca Lumachi in La prima notte del dottor Danieli, industriale, col complesso del... giocattolo